# Łysiczka ciemnobrązowa

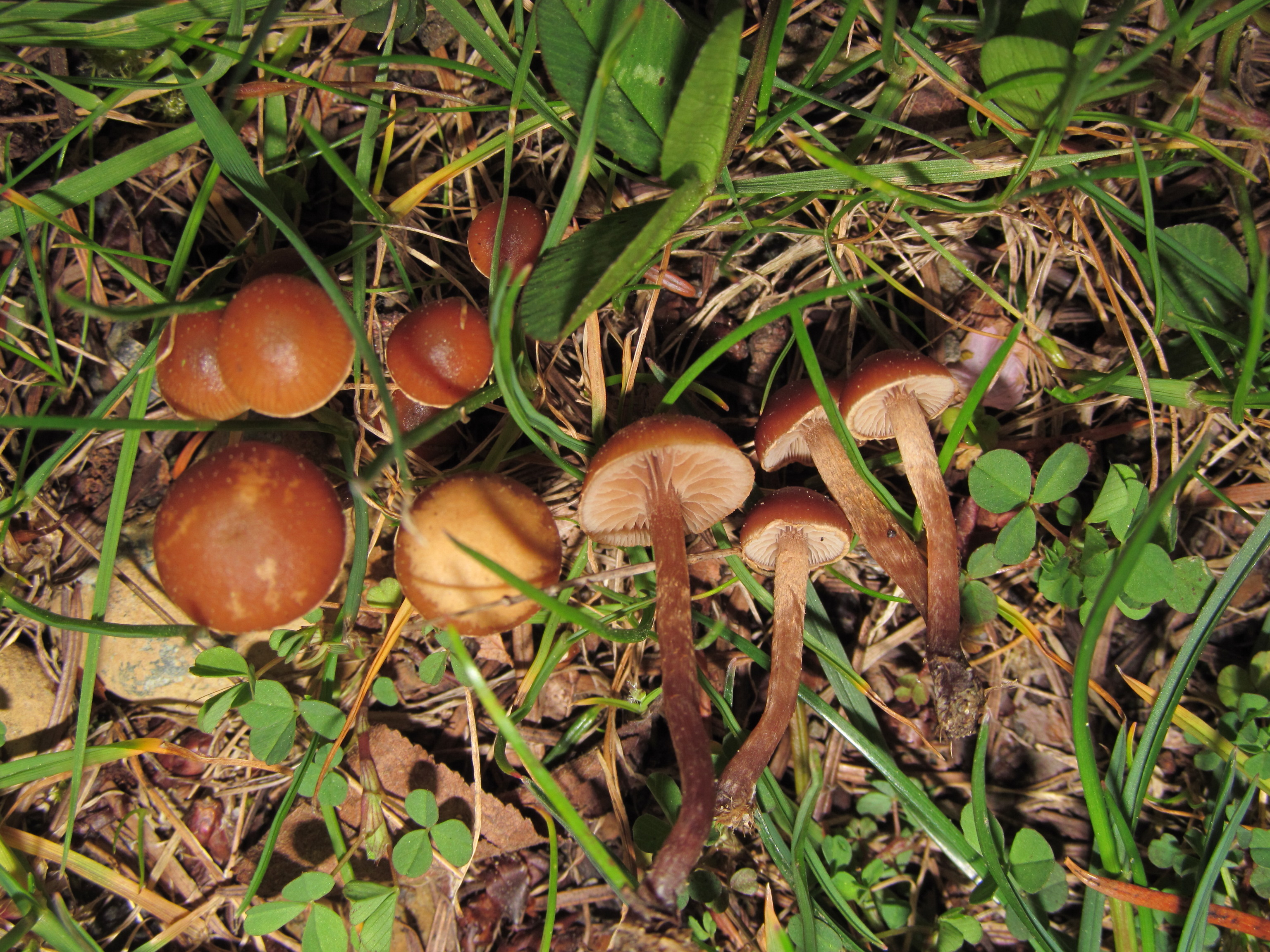

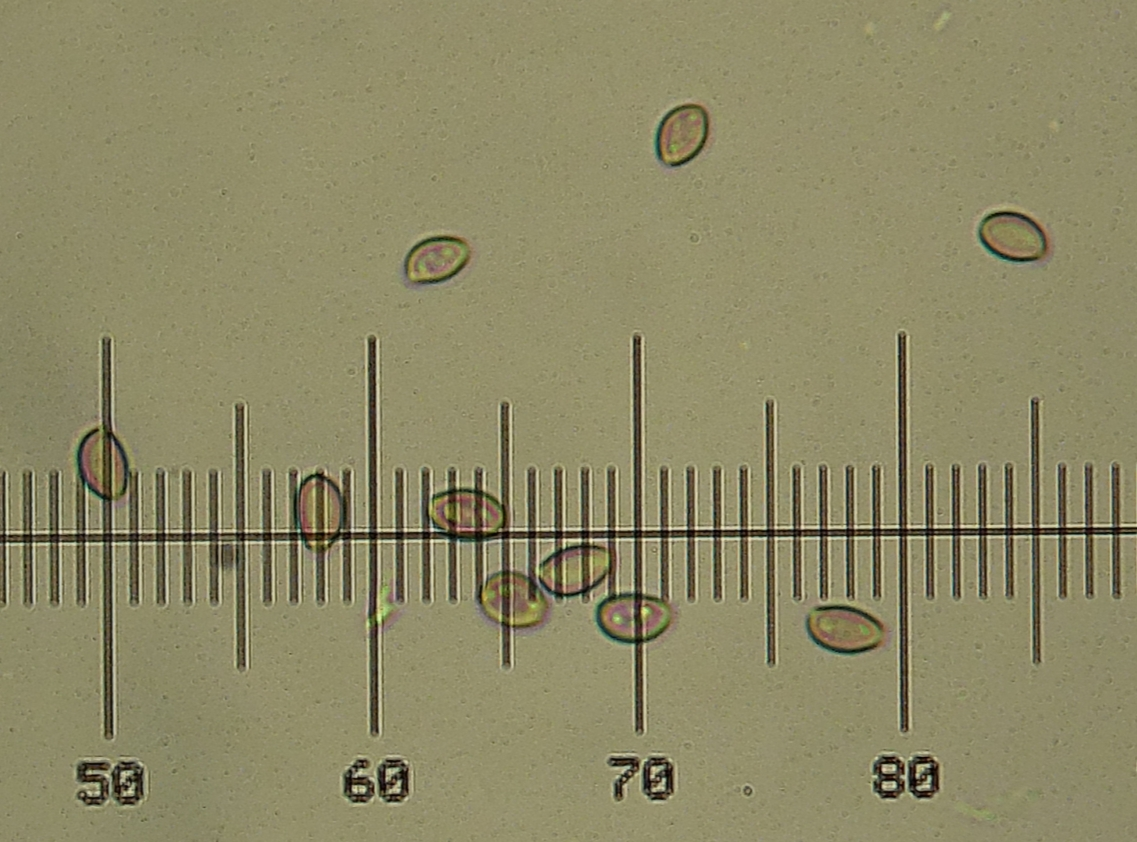
Zarodniki

Łysiczka ciemnobrązowa (Psilocybe subviscida (Peck) Kauffman) – gatunek grzybów należący do rodziny podziemniczkowatych (Hymenogastraceae).

## Systematyka i nazewnictwo
Pozycja w klasyfikacji według Index Fungorum: Psilocybe, Hymenogastraceae, Agaricales, Agaricomycetidae, Agaricomycetes, Agaricomycotina, Basidiomycota, Fungi.
Synonimy:

- Deconica graminicola P.D. Orton 1964
- Deconica subviscida Peck 1888
- Deconica subviscida var. velata (Noordel. & Verduin) Noordel. 2009
- Psilocybe graminicola (P.D. Orton) P.D. Orton 1969
- Psilocybe subviscida var. velata Noordel. & Verduin 1999

Nazwę polską zaproponował Władysław Wojewoda w 2003 r..

## Morfologia
Kapelusz
Średnica 0,5–2 cm, początkowo dzwonkowaty, potem wypukły z tępym garbkiem, na koniec niemal płaski. Jest higrofaniczny; w stanie wilgotnym ma prążkowane brzegi, barwę od żółtawej do kasztanowo brązowej i jest lepki lub nieco lepki, w stanie suchym jest jasno szarożółty, tylko garbek pozostaje czerwonawobrązowy. Czasem pokryty jest drobnym resztkami osłony. Skórka żelatynowata, łatwo ściągalna.
Blaszki
Przyrośnięte, dość rzadkie, szerokie, początkowo białawe, potem szybko stają się ciemnobrązowawe.
Trzon
Wysokość 2–4 cm, grubość 1–2 mm, walcowaty, czasem nieco zwężający się ku podstawie. Powierzchnia u młodych owocników pokryta białawymi włókienkami (resztki osłony). Występuje nietrwała zasnówka. Często pozostaje po niej strefa pierścieniowa, która wkrótce zostaje na brązowo wybarwiona od zarodników.
Miąższ
W kapeluszu dość gruby, miękki, kremowy, ciemniejący po uszkodzeniu, ale nie zmieniający barwy na niebieskawą. Zapach nieprzyjemny, smak lekko gorzki.
Cechy mikroskopowe
Wysyp zarodników ciemnobrązowy. Zarodniki ciemnopurpurowo brązowe, 6–8,5 na 4–5,4 µm. Podstawki 4–zarodnikowe. Pleurocystyd brak. Cheilocystydy 20–50 × 5–8 µm, początkowo brzuchate, potem butelkowate, z powyginaną szyjką grubości 2–3,5 µm.

## Występowanie i siedlisko
Opisano występowanie tego gatunku w Ameryce Północnej, Europie i na Nowej Zelandii. W piśmiennictwie naukowym na terenie Polski do 2003 r. podano 3 stanowiska. Więcej stanowisk (i bardziej aktualnych) podaje internetowy atlas grzybów. Jest rzadki. Znajduje się na Czerwonej liście roślin i grzybów Polski. Ma status I – gatunek o nieokreślonym zagrożeniu.
Siedlisko: trawiaste obszary silnie nawożone nawozami organicznymi. Czasami wyrasta bezpośrednio na odchodach zwierząt, na mszarach i resztkach butwiejącego drewna. Owocniki wytwarza od lata do jesieni.

## Gatunki podobne
Łysiczka ciemnobrązowa jest rozpoznawana przez silnie higrofaniczny, ciemnobrązowy kapelusz, w stanie suchym płowiejący do jasnobrązowego, oraz przez ciemne, mahoniowobrązowe zarodniki. Podobnie jak wiele gatunków łysiczek, ma lepką i łatwo dającą się oddzielić skórkę kapelusza, ale nie zmienia barwy na granatową po uszkodzeniu. Jest kilka podobnych gatunków grzybów:
- Pospolita Panaeolina foenisecii. Ma higrofaniczną, brązową czapkę, ale jej powierzchnia nie jest lepka. Wyróżnia się ponadto plamistymi blaszkami i szorstkimi zarodnikami[5].
- Polówka półkulista (Agrocybe pediades) jest podobnej wielkości, ma kapelusz kremowy, czasami lepki, ale nie prążkowany, ponadto ma zarodniki jaśniejsze – jasnobrązowe[5].
- Trąbka otrębiasta (Tubaria furfuracea) rośnie powszechnie na wiórach drzewnych i trawie. Ma higrofaniczny, pomarańczowo-brązowy, prążkowany kapelusz, ale nie jest on lepki. Ponadto zarodniki są matowe, pomarańczowo-brązowe[5].